# Min indre svinehund
Min Indre Svinehund er en serie på 22 tons tunge sorte beton skulpturer, skabt af den danske billedhugger Jens Galschiøt i november 1993. Tyve skulpturer blev opstillet i tyve byer i Europa, uden tilladelse fra myndighederne. Ifølge kunstneren Jens Galschiøt symboliserer skulpturen forsvaret af vores samfunds grundlæggende værdier. Skulpturen har som budskab, at vi alle har noget ondt og noget godt i os, og vi alle har en latent dæmon i os, og vi har en forpligtelse til at holde styr på det onde. 

## Opstilling
I november 1993 blev den et tons tunge sorte svinehund skulptur, opstillet i tyve byer i Europa inden for 55 timer, Opstillingerne var ulovlige, og de lokale myndigheder havde ikke kendskab til projektet og de skabte en omfattende debat i politiske kredse, i pressen og i offentligheden. Flere steder blev der fundet en permanent opstilling for skulpturen, der var en gave til byen.
Mere end 100 frivillige deltog i Skulptur manifestationen, der af pressen blev kaldt den største kunsthappening i Europa og der er vel tale om en af de første stykker egentlig ”street art” udgået fra dansk grund.

## Byer happeningen blev opført i
| - Zürich. - Stockholm - Paris - Oslo - Odense - München - Milano - Marseilles - Lyon - Innsbruck | - Herning - Geneve - København - Bruxelles - Bonn - Berlin - Barcelona - Antwerpen - Amsterdam - Aarhus |

## 10 år efter
I anledning af 10-årsdagen i 2003 igangsatte Jens Galschiøt og hans medarbejdere en eftersøgning for at finde ud af, hvad der er sket med hver enkelt af de 20 skulpturer. 
Svinehundenes skæbne varierer en hel del. I nogle byer statuen har været gemt væk eller endda ødelagt. Alle tre skulpturer der blev opstillet i Frankrig, er forsvundet.
I andre byer fandt ”Min Indre Svinehund” en fremtrædende permanent plads. I Bonn er den endda blevet optaget i den tyske statens kunstsamling og står på museet. Jubilæet blev fejret under det Europæisk Sociale Forum 12-15. november 2003 i Paris, hvor to svinehunde deltog i den store manifestation sammen med skulpturen ”Survival of the Fattest” og 14 Hungerdrenge.